# 深沼海水浴場
深沼海水浴場（ふかぬまかいすいよくじょう）は、宮城県仙台市若林区荒浜に存在する海水浴場。

## 概要
仙台市内にある唯一の海水浴場。沖合に離岸堤が6基あり、概ねその岸側が海水浴場の範囲となる。以前は、荒浜の集落とクロマツ林を抜けた先に広がる風光明媚な海水浴場であったが東日本大震災により被災し周囲の様子は一変。2011年から2017年まで閉鎖された。
東日本大震災の復旧工事として国土交通省により防潮堤が建設されたほか、林野庁により海岸林の造成が行われた。

## 再開への動き
2016年、仙台市は海水浴場再開へ向けて海岸・海中の調査や緊急時の避難先等の検討を開始。2017年には2日間限定で開場することが決定したが、台風の影響もあり開場することはなかった。2018年は、7月28日から4日間に限り 1日600人限定で再開を決定。利用者は、事前に仙台市に申し込みを要するが、これは緊急時の避難先である旧仙台市立荒浜小学校校舎への収容を考えたためである。このため震災前、1シーズンに約4万7000人が利用していた当時と比べると賑わいは小規模なものとなった。翌2019年と2021年も同様の催しが開かれたが、2020年は新型コロナウイルス感染症の流行を受けて見送られた。2022年の夏も海水浴場は開設されなかったが、浜辺を中心にイベントが開催された。
2023年4月、仙台市は震災前と同じような1ヶ月間の海水浴場を試行的に再開する予定であることを発表した。午前・午後の入れ替え制、1回の最大人数は800人という制限はありながらも、予定通り7月15日に海開きが行われ、14年ぶりの本格的な再開となった。
2025年には、避難施設の整備を終えて15年ぶりに本格再開。同年7月30日には、カムチャツカ半島沖で地震（M8.8）が発生。太平洋沿岸に津波警報が発令されたが、その時点では海水浴客はおらず、運営スタッフやライフセーバーら海岸に誰もいないことを確認して高台に避難した。

## 離岸流
震災前より離岸流が発生することで知られ、しばしば遊泳者から死者が出ていた。海水浴場再開のための調査でも離岸流の調査が行われており、離岸堤両端部の外側で離岸流様の流れが観測されているため依然注意が必要である。

## アクセス
宮城県道10号塩釜亘理線と宮城県道137号荒浜原町線の荒浜交差点の東方約800m。震災前の駐車場は、海水浴場開設時に1台500円の有料駐車場が設営されていた。
震災前の公共交通機関は、仙台駅から深沼海水浴場行きの仙台市営バスの定期バスが運行されていたが、震災後は運休と運行区間の見直しが行われ、2018年現在は荒井駅から旧荒浜小学校行きに変更されている。

## 付近の施設等
- 荒浜慈聖観音
- 八大竜王
- 貞山運河